# Capela
Capela là một đô thị thuộc bang Alagoas, Brasil. Đô thị này có diện tích 206,2 km², dân số năm 2007 là 18650 người, mật độ 90,45 người/km².